# Rodrigo Mendes
Rodrigo Mendes (født 9. august 1975) er en tidligere brasiliansk fodboldspiller.